# Кремінь

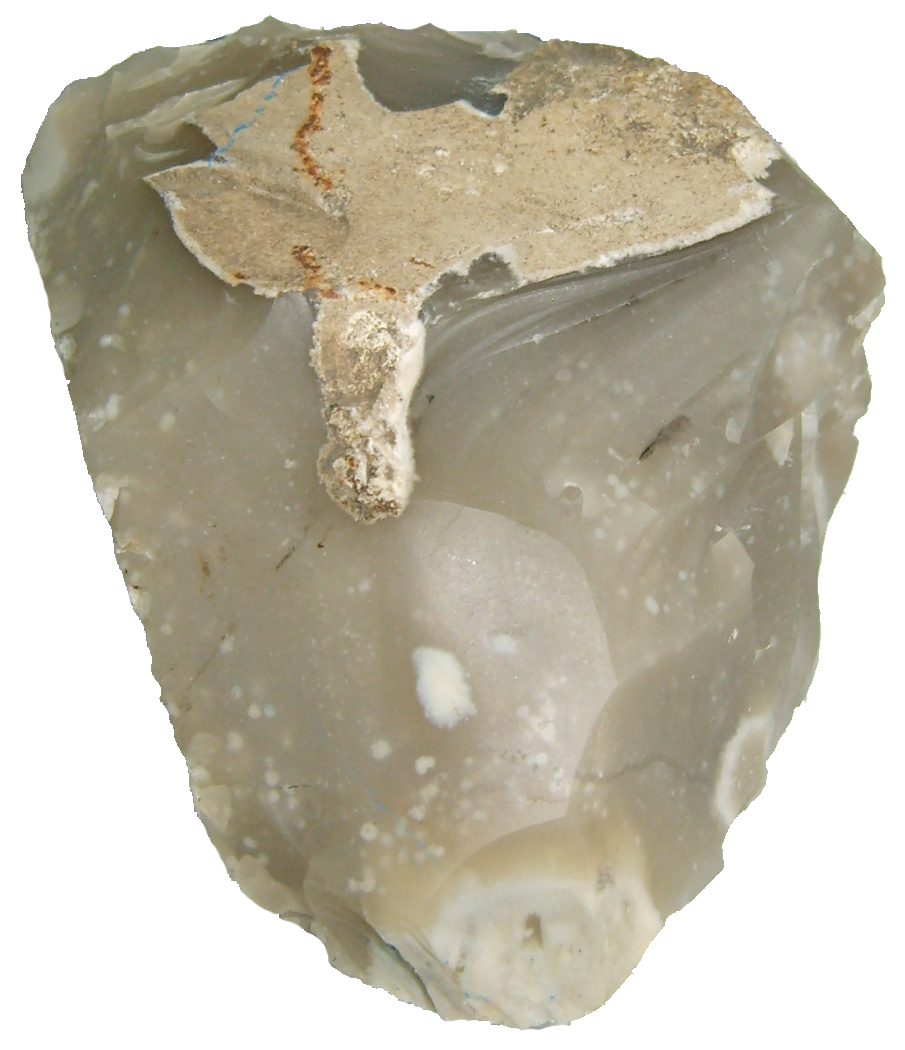
Кремінь

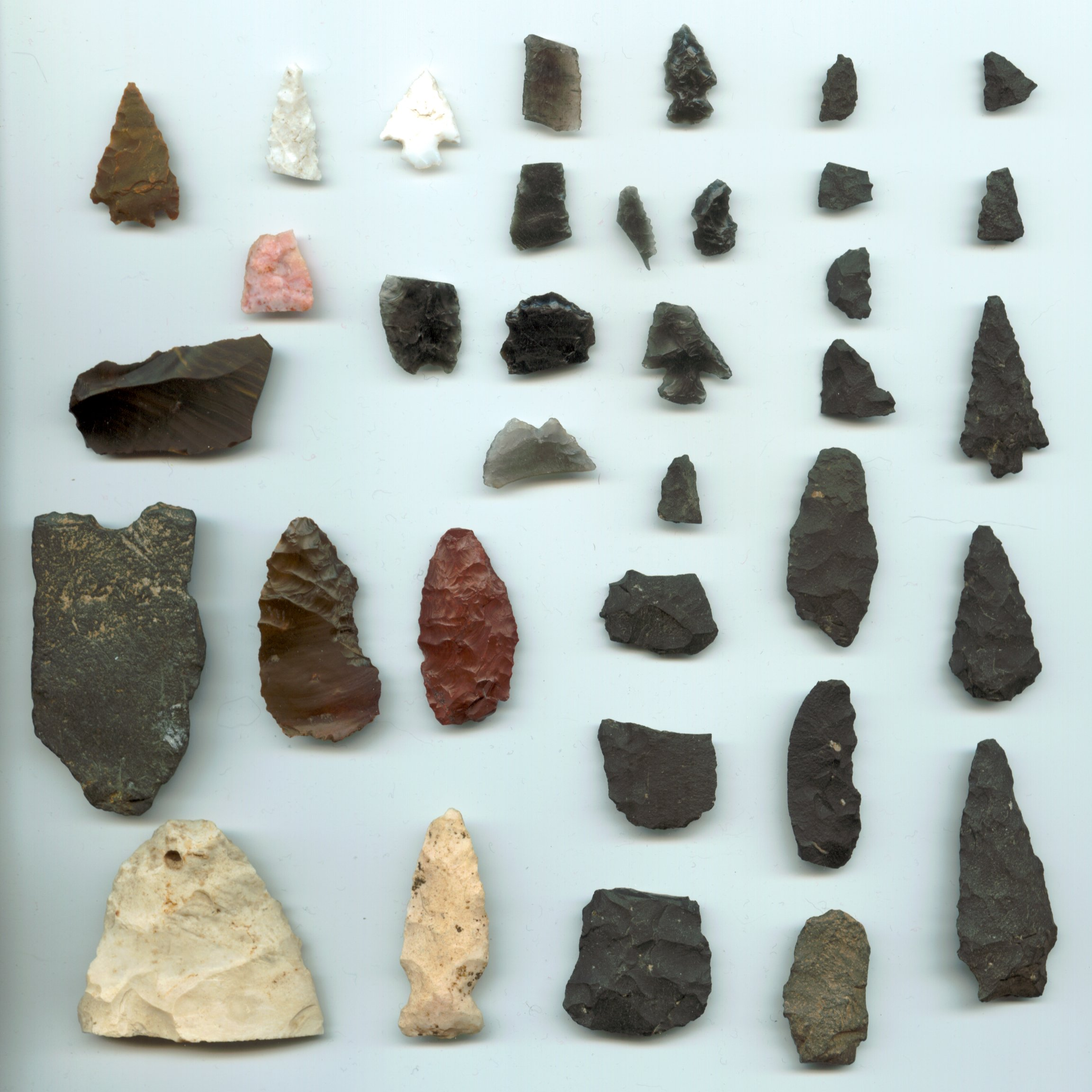

Кре́мінь — мінеральне утворення, що складається з кристалічного і аморфного кремнезему (опалу, халцедону або кварцу).

## Загальний опис
Хімічна формула SiO2·nH2O. Кременеві стяжіння часто зустрічаються у вапняках. Вони можуть мати колір від жовтого до чорного непрозорого. Твердість за шкалою Мооса — 6-7.
Кремінь поширений в природі у вигляді конкрецій, жовен, лінз і пластів, що залягають узгоджено серед вапняків і крейдових відкладів або у січних нашаруваннях. Особливо поширений в осадових породах. Утворюється при діагенезі осадів, катагенезі гірських порід і при вивітрюванні. Твердість 7. Злам раковистий.

## Різновиди
Розрізняють:
- кремінь бурокам'яний (застаріла назва спесартину);
- кремінь волокнистий (1. волокнистий силіманіт; 2. волокниста відміна кварцу);
- кремінь залізистий та кремінь залізний (відміна кварцу, яка містить домішки оксидів заліза);
- кремінь малахітовий (застаріла назва хризоколи);
- кремінь нільський (бура яшмова галька з Єгипту);
- кремінь плаваючий (пористий опал, або кварц, в округлих конкреціях у суміші з халцедоном органічного походження).

## Історія застосування
Завдяки здатності утворювати при сколі гострий ріжучий край кремінь з глибокої давнини (до залізної доби) людина використовувала його для кам'яних знарядь (наконечники стріл, ножі й інше). В Україні, зокрема на Донбасі, виявлено багато шахт кам'яної доби, в яких видобували кремінь.
В давнину уламки кременю використовували для висікання вогню. У середньовіччі кремінь широко використовували для отримання вогню шляхом висікання іскор на трут за допомогою двох шматків кременю або одного кременю та шматка іншого матеріалу (кремінь—пірит, кремінь—сталь). Пізніше використовували у збройовій справі в рушничних замках.

### Перші гірничі виробки й копальні для видобування кременю
У VIII—VI тис. до н. е., коли поклади кременю на поверхні помітно вичерпались, а потреба в знаряддях праці суттєво збільшилась, почалася розробка кременю з невеликої глибини. Етапи видобутку кременю включали: збирання та викопування з поверхні, відкриту (ямну й кар'єрну) та підземну розробку. Кожний етап змінювався іншим тільки тоді, коли якісний кремінь було вибрано попереднім способом повсюди (тобто після вичерпання багатих покладів шукачі каменю йшли не в глибину, а на нові території). У часи між викопуванням з поверхні, відкритим та шахтним видобутком змінилося багато поколінь, які передавали гірничий досвід своїм нащадкам, утворюючи стійкі спеціалізовані групи «мисливців за каменем».
Серед найвідоміших неолітичних копалень, які збереглися до нашого часу (досліджені науковцями, частково музеєфіковані), слід назвати розробки в Граймс-Грейвс (Велика Британія), Каса Монтеро (Іспанія), Красному Селі (Білорусь), Кшемьонках (Польща), Сп'єнні (Бельгія) та ін. На відміну від багатьох стародавніх рудників і соляних шахт, які повторно розроблялися в пізніші часи (що призвело до знищення багатьох давніх виробок), копальні кременю зберегли свою первісну автентичність.
В Україні давні копальні з видобутку кременю виявлені в районах сіл Городка, Половлі, Новомлина (на Волині), поблизу селища Буківні (Івано-Франківська область), села Студениці (Вінницька область), міста Ізюма (Харківська область), села Широкого (на межі Харківської та Донецької областей). Розробки й майстерні з виготовлення кам'яних виробів доби неоліту-бронзи відомі також на значній території поблизу нинішнього Кропивницького.